# Altos del Rosario (kommun)
Altos del Rosario är en kommun i Colombia.   Den ligger i departementet Bolívar, i den norra delen av landet, 500 km norr om huvudstaden Bogotá. Antalet invånare är 11 357. Altos del Rosario ligger vid sjön Ciénaga La Sardina.